# César-Jacques Dessalines
César-Jacques Dessalines, né vers 1790 et mort exécuté en 1856, est un prince, homme politique, militaire et diplomate haïtien. Fils légitimé de Jean-Jacques Dessalines futur empereur d'Haïti. 
Après la mort de son père et la chute de l'Empire, il se rallie aux républicains et devient un membre du gouvernement sous la présidence de Jean-Pierre Boyer. Il participe ainsi aux négociations avec les représentants français du roi Charles X, en 1825, pour la reconnaissance officielle d'Haïti par la France.

## Biographie
Fils naturel de Dessalines et de Euphémie Daguilh, il est légitimé par ce dernier et fait prince lors de l'avènement de l'Empire en 1804. 
Après l'assassinat de son père, il s'exile et ne revient en Haïti qu'après 1820 au service du président Jean-Pierre Boyer. 
Le 11 juillet 1825, environ 20 ans après l’assassinat de l’empereur Jacques, l’espoir d’une récupération socio-économique d’Haïti s’évanouit. Le roi de France Charles X accepte de reconnaître l'indépendance de la République d'Haïti moyennant une indemnité de 150 millions de francs-or. Boyer et les membres de son gouvernement, dont César-Jacques, négocie longuement et réussit à réduire la somme à 90 millions. Pour honorer cette dette, le gouvernement doit instaurer de lourds impôts. Afin de dynamiser l'économie agricole, il restaure également la corvée.
Après la chute de Boyer et la fin de la République, il se rallie à l'empereur Faustin Soulouque, qui cherche sa légitimité en se rapprochant de la famille de Dessalines, et est fait maréchal de camp en 1853. 
Néanmoins, il est arrêté pour complot sur les ordres de l'empereur et fusillé en 1856 après un rapide procès. La principale accusation retenue contre lui fut ses fréquentations douteuses avec certains partisans républicains, hostiles à l'empereur. 

## Descendance
Marié à Marie-Thérèse Poncette, il a deux enfants dont : 
- Marie-Claire Dessalines (1806-1809) ;
- Jean-Jacques César Dessalines (1810-1856), lieutenant-général, accusé de complot et fusillé avec son père ;
- Destiné Jean-Jacques Dessalines (mort à la naissance)[3].